# Sébastien de Brossard
Sébastien de Brossard (ochrzczony 12 września 1655 w Dompierre (Orne), zm. 10 sierpnia 1730 w Meaux) – francuski kompozytor i pisarz muzyczny.

## Życiorys
W latach 1670–1676 studiował filozofię i teologię w Caen. W zakresie muzyki był samoukiem. Od 1678 do 1687 roku przebywał w Paryżu. W 1687 roku został wikarym przy katedrze NMP w Strasburgu, a w 1689 roku jej kapelmistrzem. Od 1698 roku prowadził szkołę śpiewaczą przy katedrze Meaux, w 1709 roku otrzymał tytuł kanonika i objął funkcję jej kapelmistrza.

## Twórczość
Komponował utwory wokalne, głównie arie i motety, a także sonaty instrumentalne. Podczas pobytu w Strasburgu zaczął kolekcjonować muzykalia z okresu XVI–XVIII wieku, w 1724 roku przekazał swoje zbiory bibliotece królewskiej, a obecnie stanowią one część zbiorów Biblioteki Narodowej Francji w Paryżu.
Był autorem Dictionnaire de musique (wyd. Paryż 1703, faksymile wyd. Hilversum 1965), pierwszego opublikowanego bio-bibliograficznego leksykonu muzycznego w języku francuskim. W dziele tym zawarte zostały objaśnienia greckich, łacińskich, włoskich i francuskich terminów muzycznych, rozważania teoretyczne oraz wykaz 900 kompozytorów i pisarzy muzycznych. Napisał ponadto Lettre à M. Demotz sur sa nouvelle méthode d’écrire le plain-chant et la musique (Paryż 1729).